# INCI
L'INCI (International Nomenclature of Cosmetic Ingredients) è una denominazione internazionale utilizzata per indicare in etichetta i diversi ingredienti presenti all'interno di un prodotto cosmetico. Viene usata in tutti gli Stati membri dell'Unione europea e in molti altri paesi nel mondo, tra i quali gli Stati Uniti, la Russia, il Brasile, il Canada e il Sudafrica.

## Scopi
Dal 1997 è obbligatorio che ogni cosmetico immesso sul mercato riporti sulla confezione l'elenco degli ingredienti in esso contenuti usando la denominazione INCI.
L'adozione della lista degli ingredienti dei prodotti cosmetici, da elencare attraverso l'impiego del codice INCI, rappresenta un'utile informazione per la tutela del consumatore. Lo scopo del codice INCI è infatti prioritariamente quello di permettere alle persone portatrici di allergie di identificare facilmente la presenza della sostanza alla quale sono allergiche all'interno del prodotto prima del suo impiego, in qualunque parte d'Europa (e spesso del mondo) si trovino.

## Norme di nomenclatura
Secondo la nomenclatura INCI, gli ingredienti di un prodotto cosmetico vanno scritti in ordine decrescente di concentrazione al momento della loro incorporazione.
Al primo posto si indica quindi l'ingrediente contenuto in percentuale più alta, poi a seguire gli altri ingredienti, fino a quelli contenuti in percentuale più bassa. Al di sotto dell'1%, gli ingredienti possono essere indicati in ordine sparso.
La nomenclatura INCI contiene alcuni termini in latino, riferiti ai nomi botanici e a quelli di ingredienti presenti nella farmacopea, mentre la maggioranza è in inglese, fuorché la parola Parfum che è in francese. Nel caso dei coloranti, si utilizzano le numerazioni secondo il Colour Index (ad esempio CI 45430); fanno eccezione i coloranti per capelli, che devono sempre essere indicati col loro nome chimico inglese.
Esempi:
- Acqua = AQUA
- Estratto di semi di Cannabis = CANNABIS SATIVA SEED EXTRACT
- Olio di oliva = OLEA EUROPEA FRUIT OIL
- Burro di Karité = BUTYROSPERMUM PARKII BUTTER
- Olio di ricino idrogenato =  HYDROGENATED CASTOR OIL
- Profumo = PARFUM